# قنفذي جلالي
القنفذي الجلالي أو القرقفان الجلالي أو شوك الإبل (باللاتينية: Echinops galalensis) نوع نباتي ينتمي إلى جنس القنفذي من الفصيلة النجمية.

## الموئل والانتشار
ينتشر هذا النوع في سيناء ومصر وشرق المغرب العربي.

## مرادفات للاسم العلمي
- (باللاتينية: Acantholepis orientalis Less.)
- (باللاتينية: Echinops olivieri Jaub. & Spach)